# Lucy Bryan
Lucy Bryan (* 22. Mai 1995 in Bristol) ist eine britische Stabhochspringerin.

## Sportliche Laufbahn
Erste Erfahrungen bei internationalen Wettkämpfen sammelte Lucy Bryan bei den Jugendweltmeisterschaften 2011 in Lille, wo sie mit 4,10 m die Bronzemedaille gewann. 2013 belegte sie bei den Junioreneuropameisterschaften in Rieti mit 4,05 m den siebten Platz und 2017 gewann sie mit der Egalisierung ihrer Bestleistung von 4,40 m die Bronzemedaille bei den U23-Europameisterschaften im polnischen Bydgoszcz. Im Jahr darauf nahm sie erstmals an den Commonwealth Games im australischen Gold Coast teil und wurde dort mit einer Höhe von 4,30 m Siebte. Zudem nahm sie auch an den Europameisterschaften in Berlin teil, bei denen sie mit 4,35 m in der Qualifikation ausschied.
Bryan studiert Sportmanagement an der University of Akron. Ihr Bruder ist der Profifußballspieler Joe Bryan.

## Persönliche Bestleistungen
- Stabhochsprung: 4,50 m, 27. April 2019 in Baton Rouge
  - Stabhochsprung (Halle): 4,47 m, 3. Februar 2018 in Akron